# Barbosella crassifolia
Barbosella crassifolia é uma espécie de orquídea (Orchidaceae) originária do Brasil.